# Louise de Mirabeau
Marie Louise Catherine Riquetti de Mirabeau, markiezin van Cabris (4 september 1752 - 16 augustus 1807), was een Franse salonnière. Ze was de dochter van Victor de Riqueti, markies van Mirabeau, en de jongere zus van de revolutionair Mirabeau (Honoré Gabriel de Riqueti).

## Levensloop

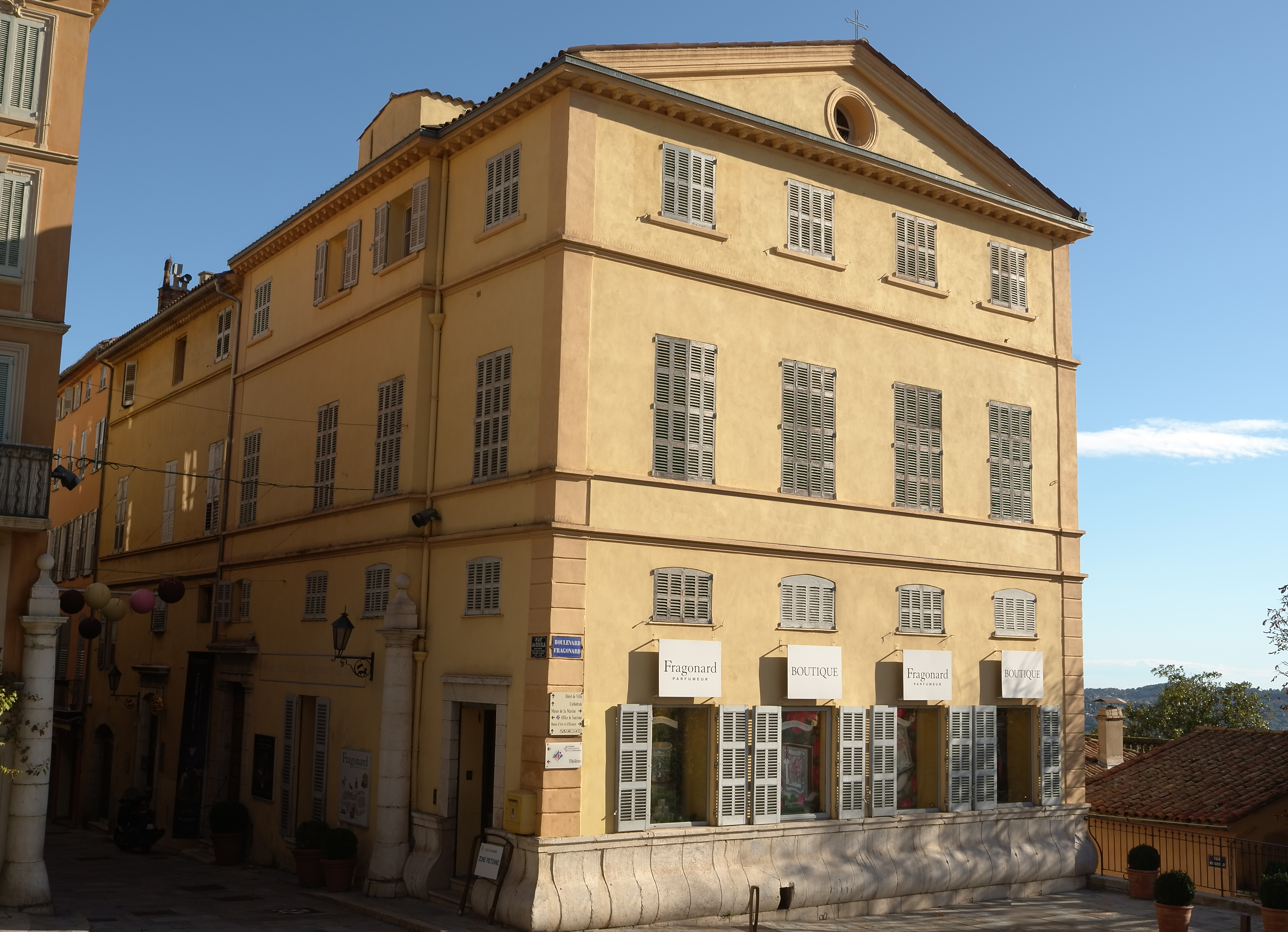
Het oud hôtel de Clapiers-Cabris in Grasse

Louise de Mirabeau groeide op in Grasse en viel op door haar intellect en haar libertijnse geest. Op zeventienjarige leeftijd werd ze uitgehuwelijkt aan markies Jean Paul de Clapiers-Cabris (1750-1813). Het was een ongelukkig huwelijk met een man die leed aan geestesziekte. Louise de Mirabeau organiseerde een libertijnse salon in Grasse, een stad met een bloeiend intellectueel klimaat. Ze veroorzaakte een schandaal in Grasse door in een pamflet de corruptie van plaatselijke notabelen aan te klagen. Haar vader, in diskrediet gebracht, liet haar opsluiten in een klooster met behulp van lettres de cachet, en haar broer beschuldigde haar van incest. Gedurende 25 jaar vocht ze een juridische strijd uit met haar familieleden, wat haar het grootste deel van haar fortuin kostte. Na de Franse Revolutie vertrok Louise de Mirabeau in ballingschap naar Italië.